# لويس غي
لويس غي (بالإنجليزية: Lewis Guy)‏ (22 أغسطس 1985 في المملكة المتحدة - ) هو لاعب كرة قدم بريطاني في مركز الهجوم. لعب مع أكسفورد يونايتد وأولدهام أثلتيك وميلتون كينز دونز ونادي دونكاستر روفرز ونادي سانت ميرين ونيوكاسل يونايتد ونادي تشورلي ونادي بارو ونادي غيتزهد ونادي كارلايل يونايتد ونادي هارتلبول يونايتد وAnnan Athletic F.C. ‏.

## وصلات خارجية
- لويس غي على موقع قاعدة بيانات كرة القدم.إي يو (الإنجليزية)
- لويس غي على موقع Soccerbase.com (لاعب) (الإنجليزية)
- لويس غي على موقع Soccerway.com (الإنجليزية)